# Thrinia
Thrinia (griechisch Θρινια), auch Drinia (griechisch Δρινια), ist eine Gemeinde im Bezirk Paphos in der Republik Zypern. Bei der Volkszählung im Jahr 2021 hatte sie 44 Einwohner.
In Thrinia wurden Webstoffe mit Farben und Mustern hergestellt, die unter dem Namen Fytiotika (nach dem Namen des nahegelegenen Dorfes Fyti) bekannt waren. Heutzutage werden diese immer noch in begrenztem Umfang hergestellt.

## Name
Der Name der Gemeinde ist mit dem Namen des benachbarten Drymou verknüpft. Der Name Drymou kommt vom altgriechischen Wort drymos, was so viel wie „Eichenwald“ bedeutet. Der Name Thrinia kommt vom Wort drymia, was „kleiner Eichenwald“ bedeutet.

## Lage und Umgebung

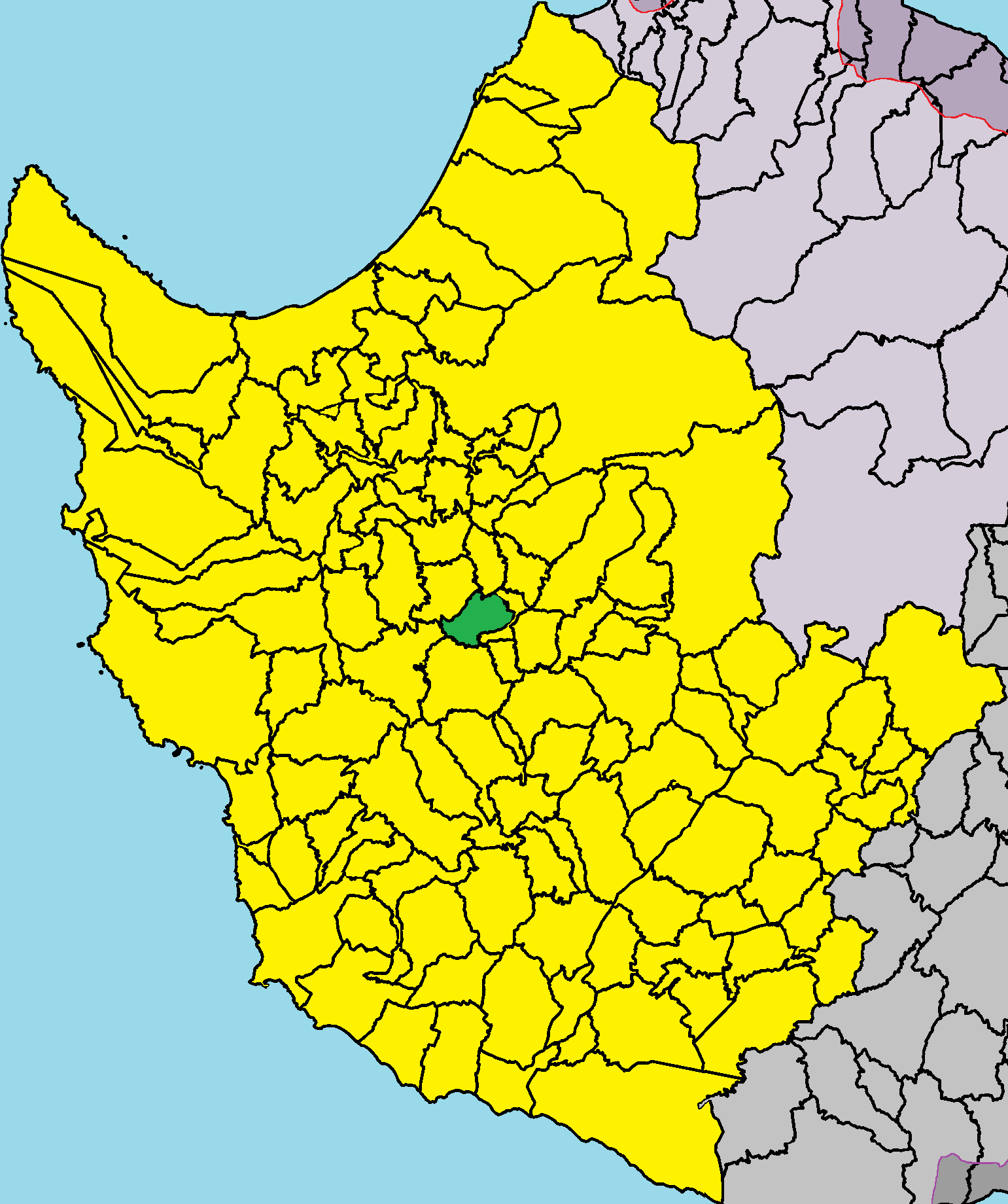
Lage im Bezirk Paphos

Thrinia liegt im Westen der Mittelmeerinsel Zypern auf einer Höhe von etwa 545 Metern, etwa 26 Kilometer nordöstlich von Paphos, 88 Kilometer nordwestlich von Limassol und 170 Kilometer südwestlich von Nikosia. Das 5,27252 Quadratkilometer große Dorf grenzt im Norden an Drymou und Lasa, im Osten und Süden an Milia, im Süden an Polemi und im Westen an Stroumbi. Das Dorf kann über die Straße E712 erreicht werden.
Die durchschnittliche jährliche Niederschlagsmenge beträgt 638 Millimeter. Angebaut werden hauptsächlich Weinreben, Getreide und Heilpflanzen, und vereinzelt auch Hülsenfrüchte und Mandeln. Geologisch betrachtet liegt das Dorf auf Kalksandsteinen, Sanden, Schottern, Mergeln, Mergelkreiden, Tonen und Schwemmland.

## Geschichte
Die Siedlung entwickelte sich ursprünglich um die Kirche Agios Georgios herum und begann sich auszudehnen. Diese Kirche wurde 1755 erbaut und 1842 renoviert. Einige ihrer architektonischen Elemente stammen wahrscheinlich von einem älteren Gebäude.

### Bevölkerungsentwicklung
Die erste in der Gemeinde durchgeführte Volkszählung ergab, dass sie 553 Einwohner hatte. Diese Zahl wird vom Gemeinderat angefochten und liegt vermutlich bei 153, da spätere Volkszählungen durchgeführt wurden und nur 47 bewohnte Häuser bei derselben Volkszählung gezählt wurden.
Die folgende Tabelle zeigt die Bevölkerung des Dorfes, wie sie in den in Zypern durchgeführten Volkszählungen erfasst wurde.
| Jahr      | 1881         | 1891 | 1901 | 1911 | 1921 | 1931 | 1946 | 1960 | 1976 | 1982 | 1992 | 2001 | 2011 | 2021 |
| Einwohner | 553 oder 153 | 184  | 227  | 241  | 219  | 198  | 240  | 208  | 156  | 116  | 69   | 53   | 55   | 44   |